# 凤凰山站 (绍兴市)
鳳凰山站是绍兴轨道交通1号线的地铁车站，位于中华人民共和国浙江省绍兴市越城区城南街道解放南路与鳳凰路交叉口，于2022年4月29日开通。

## 车站结构
鳳凰山站沿解放南路南北向布置，为地下二层岛式站台车站，车站长204.6米，宽19.7米，车站地下一层为站厅层，地下二层为站台层。

### 站台
车站地下二层设有一个岛式站台，东侧站台供1号线往姑娘桥站方向列车使用，西侧站台供1号线往芳泉站方向列车使用。

### 车站楼层
| 地面层   | 出入口             | A-D出入口                          |  |  |
| 地下一层 | 站厅               | 售票机、客服中心、警务室、安检设施 |  |  |
| 地下二层 |                    | █ 1号线 往姑娘桥（城南大道）       |  |  |
|          | 岛式站台，左侧开门 |                                    |  |  |
|          |                    | █ 1号线 往芳泉（勞家葑）           |  |  |

## 出入口
鳳凰山站共设有4个出入口，各出口及周围设施如下所示：
| 编号                        | 建议前往的目的地             | 照片 | 无障碍设施 |
| --------------------------- | ---------------------------- | ---- | ---------- |
| 出EXIT A                    | 鳳凰路(北侧)，解放南路(东侧) |      | 不適用     |
| 出EXIT B                    | 鳳凰路(北侧)，解放南路(西侧) |      | 不適用     |
| 出EXIT C                    | 解放南路(西侧)，鳳凰路(南侧) |      |            |
| 出EXIT D                    | 解放南路(东侧)，鳳凰路(南侧) |      | 不適用     |
| 註： 设有卫生间 \| 设有电梯 |                              |      |            |

## 车站历史
本站建设时期工程名为?站，开通前正式命名为凤林站，站名来自于车站附近的凤林社区。
- 2019年1月24日，车站主体结构封顶[6]。
- 2022年4月29日，车站随1号线主线工程通车启用[3]。